# Trofeo di guerra

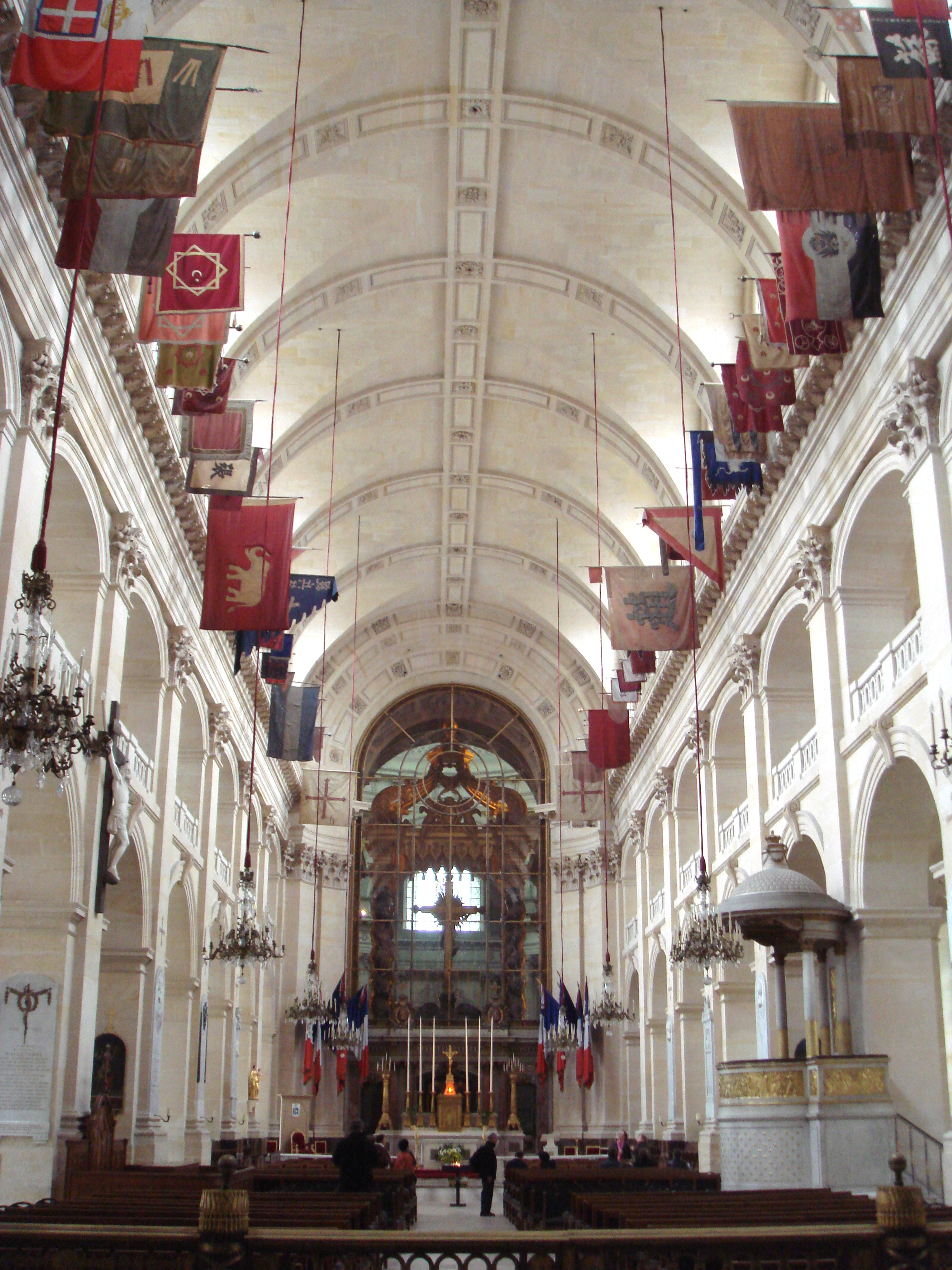
Trofei di guerra che decorano la volta della cappella di Saint-Louis-des-Invalides, a Parigi.

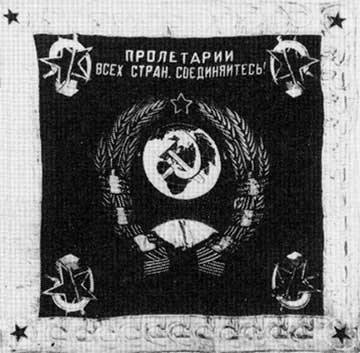
Bandiera, trofeo della Guerra d'inverno.

Un trofeo di guerra indica de beni mobili di tipo culturale trattenuti da determinati soggetti che risultano vincitori di un conflitto bellico. 

## Storia
Nell'antica Grecia e nell'antica Roma, le vittorie militari erano commemorate con una mostra delle armi e degli stendardi catturati. Un trofeo (dal greco tropaîon e trópaion, propriamente "monumento che rammenta la sconfitta, la messa in fuga (tropḗ) del nemico") era originariamente un monumento ai caduti fatto assemblando tali oggetti su un campo di battaglia. Anche il trionfo romano mostrava questi oggetti come pure oggetti culturali, che in seguito vennero ad essere chiamati trofei di guerra. Parti del corpo dei nemici uccisi fungono a volte da trofei di guerra fin dall'antichità, in una pratica chiamata collezione di trofei umani. Il recupero delle aquile romane prese come trofei dalle forze nemiche ispirò a volte anni di ulteriori guerre.

Colori del 1º Battaglione, 71º Reggimento di Fanteria catturati dalle truppe del Vicereame del Río de la Plata durante la prima invasione britannica del 1806 ed esibiti come trofeo di guerra nel convento di Santo Domingo, a Buenos Aires.

È divenuto comune per i soldati tornare a casa con ricordi, come armi e bandiere nemiche, mentre oggetti militari più grandi catturati in battaglia, in particolare armamentario come mitragliatrici e pezzi di artiglieria, diventano proprietà dello stato al quale appartenevano i soldati responsabili della cattura.
Nel XX secolo gli stati vincitori trasferirono grandi quantità di beni, inclusi oggetti culturali. Dopo la prima guerra mondiale, il Trattato di Versailles autorizzò il trasferimento di grandi quantità di beni dalla Germania, che definì "riparazioni".
Dopo la seconda guerra mondiale, la Conferenza di Potsdam autorizzò il trasferimento di certi beni dalla Germania, come la flotta marittima mercantile. La Germania, durante la guerra, aveva trasferito grandi quantità di beni dai paesi che aveva occupato. In alcuni casi, per esempio le "brigate dei trofei" sovietiche, il saccheggio ufficiale era chiamato eufemisticamente come la presa dei "trofei".

## Oggetti d'arte
L'articolo 56 della Convenzione dell'Aia del 1907, affermava:
Ogni confisca, distruzione o danneggiamento doloso fatto a istituzioni di questo tipo, monumenti storici, opere d'arte e di scienza, è proibito, e dovrebbe essere oggetto di procedimenti giudiziari.»
Nel 1954, un'ulteriore convenzione fu firmata all'Aia: Convenzione per la protezione dei beni culturali in casi di conflitto armato, e due protocolli ne hanno rafforzato il vigore.
Molte opere d'arte si trasferirono dalle loro località prebelliche durante i tumulti del XX secolo. L'UNESCO, l'agenzia delle Nazioni Unite responsabile per la cultura ha cercato di risolvere i problemi relativi agli oggetti culturali che furono costretti a lasciare la patria in relazione alla Seconda guerra mondiale. Tuttavia, la conferenza nella primavera 2007 non riuscì a raggiungere un consenso su una dichiarazione provvisoria non vincolante.
Anche l'Unione europea ha provveduto a disciplinare le restituzioni dei beni culturali.